# ۱۵ مهر
۱۵ مهر دویست و یکمین روز سال در گاه‌شماری خورشیدی است. به پایان سال ۱۶۴ روز (۱۶۵ روز در سال کبیسه) باقی‌است.

## رویدادها
- ۱۳۸۰. شروع حمله نیروهای امریکا به افغانستان برای سرنگونی طالبان (۷ اکتبر ۲۰۰۱م)
- ۱۳۹۲ - آغاز به کار شبکه نسیم در سراسر ایران
- ۱۳۹۵ - رقابت ۱۵ مهر ۱۳۹۵ تیم ملی فوتبال ایران با تیم ملی فوتبال ازبکستان در مرحله مقدماتی جام جهانی فوتبال ۲۰۱۸ (آسیا)
- ۱۴۰۰ - رقابت ۱۵ مهر ۱۴۰۰ تیم ملی فوتبال ایران با تیم ملی فوتبال امارات در مرحله مقدماتی جام جهانی فوتبال ۲۰۲۲ (آسیا)
- ۱۴۰۲ - زمین‌لرزه بیشتر از ۶ ریشتر در هرات

## زادروزها
- ۱۳۱۵ - سلیم مؤذن‌زاده اردبیلی، مداح
- ۱۳۱۶ - رضا کرم‌رضایی، بازیگر، نمایش‌نامه‌نویس، کارگردان و مترجم
- ۱۳۱۷ - فریدون فرخزاد، خواننده و شاعر (د. ۱۳۷۱)
- ۱۳۶۰ - مریم پالیزبان، بازیگر و شاعر

## درگذشت‌ها
- ۱۳۶۱ - یحیی شمشادیان، نظامی و خلبان

## مناسبت‌ها
- روز بردسکن در تقویم بردسکن[۱]
- روز ملی روستا و عشایر در ایران[۲]